# كورت فون فيشر
كورت فون فيشر (و. 1913 – 2003 م) هو عازف بيانو، وأستاذ جامعي، وكاتب، وشخصية عامة، وعالم موسيقى سويسري، ولد في برن، يستخدم آلات بيانو، كان عضوًا في الأكاديمية السلوفينية للعلوم والآداب، توفي في برن، عن عمر يناهز 90 عاماً.

## التعليم
تعلم في Music School Conservatory Bern ‏
.

## روابط خارجية
- كورت فون فيشر على موقع ميوزك برينز (الإنجليزية)